# John Cassaday
John Cassaday, né le 14 décembre 1971 à Fort Worth (Texas, États-Unis) et mort le 9 septembre 2024 à New York, est un dessinateur de comics.

## Biographie
John Cassaday naît le 14 décembre 1971 à Fort Worth dans l'État du Texas.
Ses premiers travaux de dessinateur sont pour les éditeurs Boneyard Press avec Dark Angel et Caliber Comics dans l'anthologie Negative Burn tous deux au milieu des années 1990. Il dessine ensuite pour Dark Horse Comics des couvertures et un épisode de la série Ghost. C'est ensuite chez Marvel Comics qu'il arrive pour les mini-série Ka-Zar: Sibling Rivalry, X-Men/Alpha Flight et Union Jack. Dans la même période, il illustre la mini-série Desperadoes publiée par Image Comics. En 1998, il dessine Planetary sur des scénarios de Warren Ellis. En 2002, il participe au lancement de la nouvelle série du comics Captain America. Enfin, il dessine Astonishing X-Men scénarisé par Joss Whedon.
Il a également entamé en 2004 une série de bande dessinée franco-belge publiée par les Humanoïdes associés, Je suis légion, avec le scénariste Fabien Nury. 
La même année, il a reçu le prix Eisner du Meilleur dessinateur/encreur pour son travaill sur Planetary, Planetary/Batman: Night on Earth (WildStorm/DC) et Hellboy Weird Tales (Dark Horse).

## Œuvres
Marvel Comics
- Astonishing X-Men vol.3 #1-22
- Captain America #1-6, 17
- Ka-Zar vol. 4 #1
- Uncanny Avengers #1-4
- Uncanny X-Men #352
- Union Jack #1-3

- X-Men/Alpha Flight vol. 2 #1-2

Pour Uncanny Avengers, il arrêtera les dessins, mais les couvertures des numéros seront de lui.
Dark Horse Comics
- Hellboy Weird Tales 1 : Big-top Hellboy

DC Comics
- Just Imagine Stan Lee with John Cassaday Creating Crisis

Wildstorm
- Desperadoes: A Moment's Sunlight #1-5, 1997-98, en français chez Delcourt sous le titre Desperados)
- Planetary #1
- Planetary/Batman: Night on Earth

Autres
- Je suis légion tomes 1-3 aux (Humanoïdes associés / US chez Devil's Due Publishing)

## Prix et récompenses
- 2004 : Prix Eisner du meilleur dessinateur/encreur pour Planetary, Planetary/Batman: Night on Earth et Hellboy Weird Tales[3]
  -  Prix Haxtur de la meilleure couverture et de l'auteur ayant reçu le plus de votes pour Captain America : Glace n°1[4]
- 2005 : Prix Eisner du meilleur dessinateur/encreur pour Astonishing X-Men et Planetary[3]
- 2006 : 
  - Prix Eisner du meilleur dessinateur/encreur pour Astonishing X-Men, Planetary et Je suis légion : Le Faune dansant[3]
  - Prix Eisner de la meilleure série pour Astonishing X-Men (avec Joss Whedon)[3]